# Pianta di San Gallo

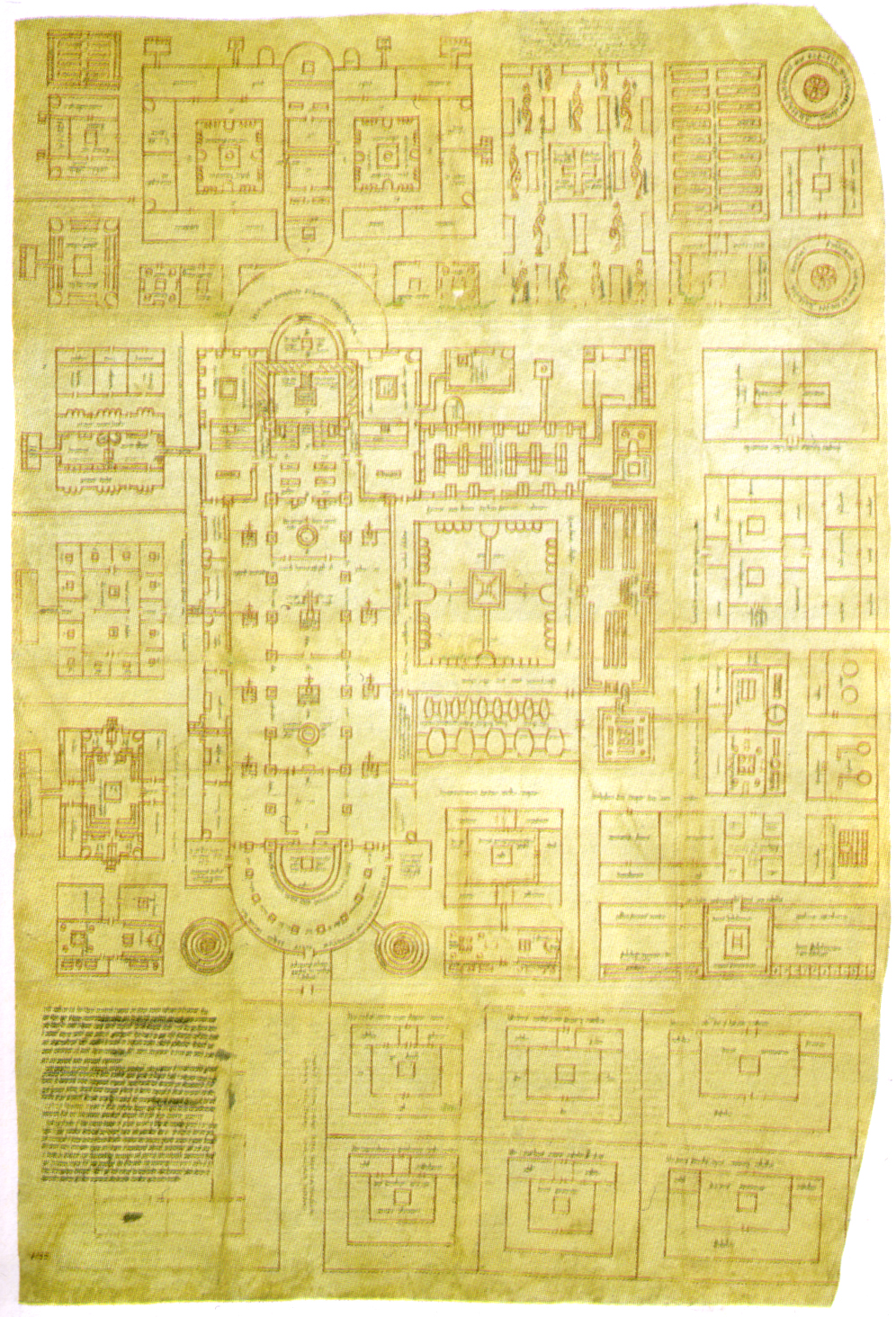
Pianta di San Gallo. Reichenau, inizi IX secolo.

La pianta di San Gallo è una famosa pianta medievale di un'abbazia datata agli inizi del IX secolo. È conservata alla Stiftsbibliothek Sankt Gallen, Cod. Sang. 1092. 
È l'unico disegno architettonico di rilievo sopravvissuto per il periodo di circa 700 anni che va dalla caduta dell'Impero romano d'Occidente e il XIII secolo. È considerata tesoro nazionale della Svizzera ed è un oggetto di elevato interesse per studiosi moderni, architetti, artisti e disegnatori per la sua unicità, bellezza, e per la possibilità di entrare strettamente in contatto con alcuni aspetti della cultura medievale.

## Descrizione
La pianta descrive una completa abbazia benedettina, comprese le chiese, le abitazioni, stalle, cucine laboratori, birreria, infermeria e anche un edifizio particolare per i salassi. 
La pianta non fu mai realmente edificata, e il suo nome le deriva dalla biblioteca dell'abbazia di San Gallo, dove è conservata. Fu disegnata in uno scriptorium a Reichenau nel terzo decennio del IX secolo, e dedicata all'abate Gozberto, che fu abate di San Gallo dall'816 all'836.

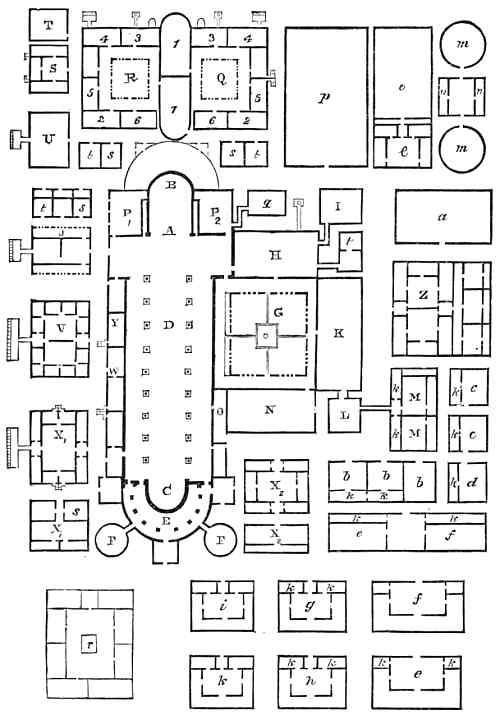
Una copia della pianta

La pianta fu creata con cinque fogli di pergamena cuciti assieme a formare un rettangolo di 113 cm per 78 cm. È disegnata con linee di inchiostro rosso per gli edifici e di inchiostro marrone per i testi. È disegnata con l'insolita scala di 1:192. Sul verso della pianta è stata scritta nel XII secolo, dopo che è stata ripiegata a forma di libro, la Vita Martini di Sulpicio Severo. Circa 350 appendici, parzialmente in rima, con la grafia di due differenti copisti, descrivono le funzioni dei diversi edifici. La dedica a Gozberto è scritta nel margine.
Il progetto planimetrico risponde con soluzioni originali alle necessità funzionali, che il nuovo ruolo delle abbazie all'interno della compagine statale carolingia comportava.
La chiesa, cardine di tutto il complesso, ha una struttura a doppia abside, talora adottata anche in epoca paleocristiana, ma qui giustificata da esigenze liturgiche legate al culto delle reliquie. Tutt'intorno gli edifici si dispongono secondo una griglia regolare che probabilmente rispecchia quelle delle nuove città fondate da Carlo Magno: a sud, per la migliore esposizione, le celle dei monaci disposte, con il refettorio, intorno al chiostro; a nord l'abitazione dell'abate e la scuola; nel restante spazio le foresterie per i pellegrini, l'infermeria, il cimitero e tutte le masserie. Bisogna rammentare che queste piccole città monastiche amministravano spesso territori e patrimoni immensi, essendo uno dei sostegni economici e militari dell'Impero.